# 玖珂站
玖珂站（日语：／ Kuga eki */?）是位於山口縣岩國市玖珂町，屬於西日本旅客鐵道（JR西日本）的岩德線車站。

## 歷史
- 1934年（昭和9年）12月1日 - 岩國站（現時為西岩國站）至高水站之間開通，此站啟用。麻里布站（現時為岩國站）至周防高森站至櫛濱站之間全線開通，該區間路線名稱為山陽本線。
  - 當時車站地址為山口縣玖珂郡玖珂町（日语：玖珂町）。
- 1944年（昭和19年）10月11日 - 山陽本線岩國站（1942年前該站名為麻里布站）至周防高森站至櫛浜站之間的路線名稱改名為岩德線。
- 1987年（昭和62年）4月1日 - 伴隨國鐵分割民營化，車站由西日本旅客鐵道（JR西日本）營運。
- 1996年（平成8年）6月1日 - 成為業務委託車站，委托JR西日本廣島Maintec（日语：JR西日本広島メンテック）負責車站業務。
- 1997年（平成9年） - 開設綠色窗口。
- 2002年（平成14年）
  - 3月31日 - 關閉綠色窗口。
  - 4月1日 - 由業務委託站變為簡易委託車站，在星期六日沒有車站職員當值。
- 2006年（平成18年）3月20日 - 隨著岩國市（第二次）成立，車站地址變為山口縣岩國市玖珂町。

## 車站構造
本站是地面車站，設有1面1線的單式月台。此站曾設有2面3線的混合式月台（1面1線單式月台和1面2線島式月台），後來島式月台靠近站房的路軌（中線）撤走後，只剩下2面2線月台（1面1線單式月台和1面1線的島式月台）。現時僅剩下不可列車交會的1面1線單式月台。
此站是由德山地域鐵道部管理的簡易委託車站，在早上、晚間和星期六、日全日沒有車站職員當值。在售票櫃臺中設有POS終端。

## 車站周邊
- 玖珂郵局
- 岩國市玖珂綜合分所
- 岩國市立玖珂中學（日语：岩国市立玖珂中学校）
- 岩國市立玖珂小學
- 國道2號
- 國道437號（日语：国道437号）

## 使用狀況
以下為近年使用人次：
| 乘車人次變化 | 乘車人次變化 |
| 年度         | 1日平均人次  |
| ------------ | ------------ |
| 1999         | 676          |
| 2000         | 655          |
| 2001         | 614          |
| 2002         | 560          |
| 2003         | 553          |
| 2004         | 549          |
| 2005         | 539          |
| 2006         | 486          |
| 2007         | 479          |
| 2008         | 481          |
| 2009         | 445          |
| 2010         | 438          |
| 2011         | 415          |
| 2012         | 441          |
| 2013         | 430          |
| 2014         | 430          |
| 2015         | 448          |
| 2016         | 432          |
| 2017         | 407          |
| 2018         | 367          |

## 相鄰車站
西日本旅客鐵道（JR西日本）
■岩德線
欽明路－玖珂－周防高森

## 注腳
1. ↑  小學館『国鉄全線各駅停車・9 山陽・四国670駅』p.126
2. ↑  山口縣統計年鑑

## 外部連結
- 玖珂｜車站資訊：JR出門網 - 西日本旅客鐵道（日語）